# Triteleia
Die Triteleia, manchmal eingedeutscht Triteleien oder wie andere Gattungen mit ähnlich aussehenden Arten Frühlingssterne genannt, sind eine Pflanzengattung aus der Unterfamilie Brodiaeoideae in der Familie Spargelgewächse (Asparagaceae) innerhalb der Ordnung der Spargelartigen (Asparagales).

## Beschreibung

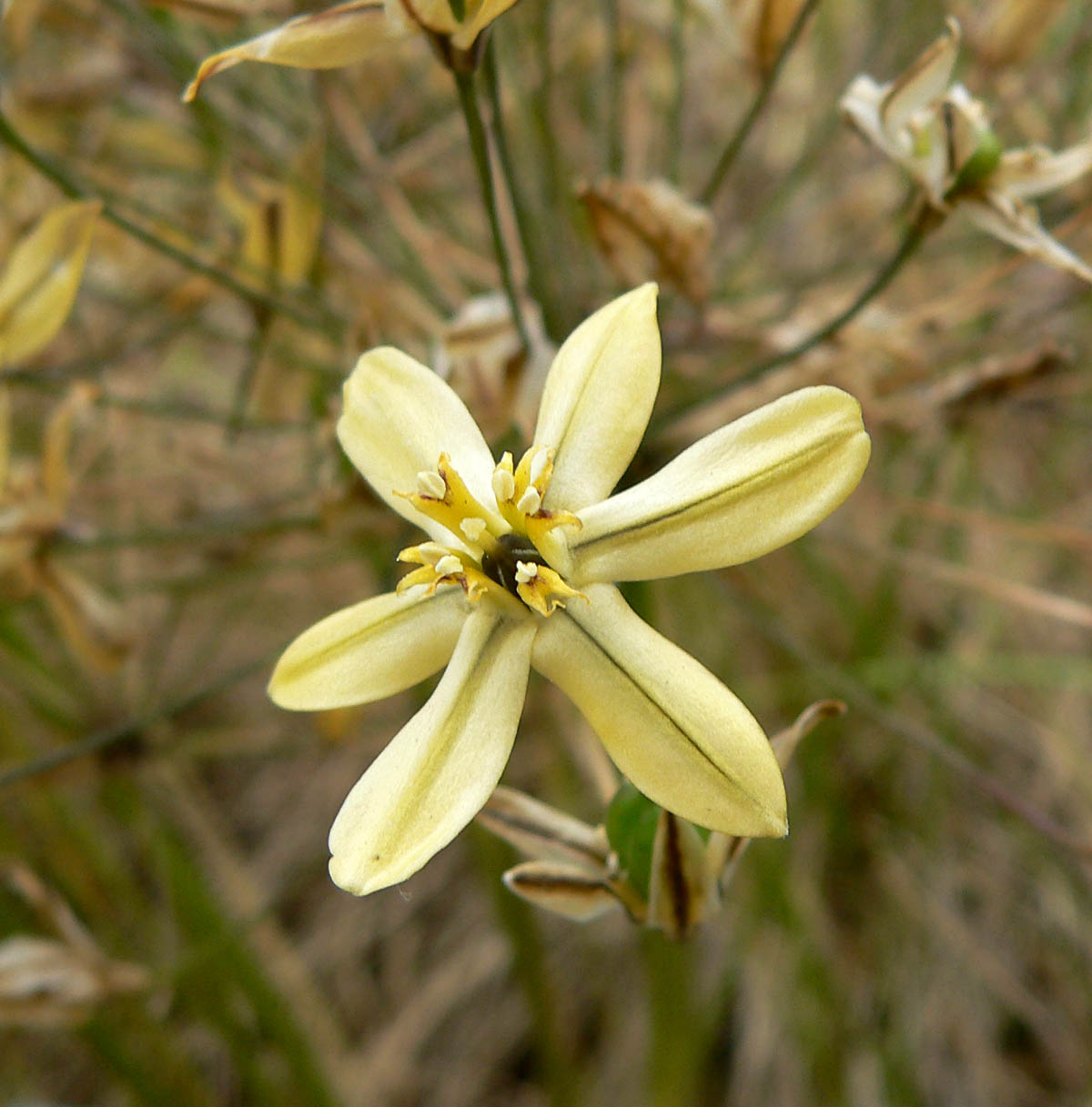
Triteleia ixioides subsp. scabra: Blüte mit ausgebreiteten Blütenhüllblättern

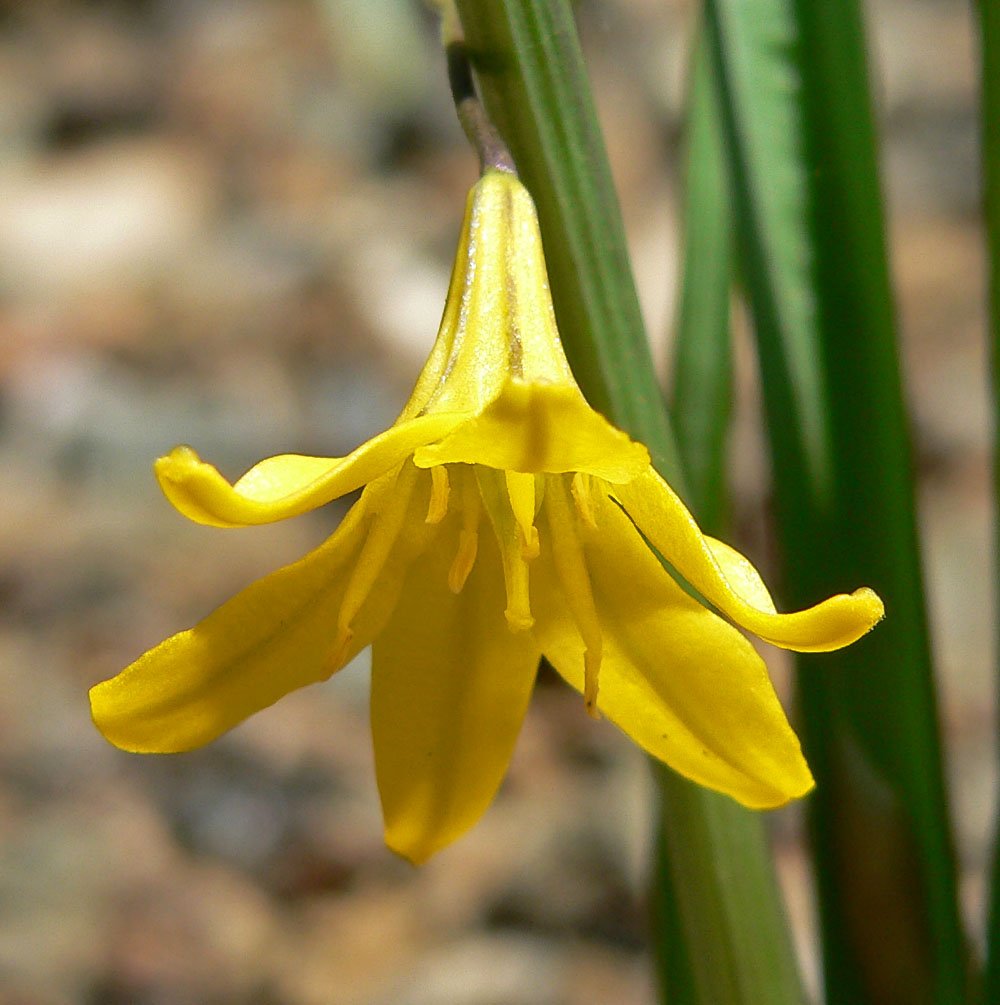
Triteleia crocea var. crocea: Blüte mit aufrechten Blütenhüllblättern

Triteleia-Arten sind ausdauernde krautige Pflanzen. Diese Geophyten bilden faserige umhüllte, kugelige Knollen als Überdauerungsorgane aus; sie bilden also keine Zwiebeln zum Unterschied zu den Lauchgewächsen (Alliaceae). Es werden ein bis drei grundständige Laubblätter gebildet. Die einfachen, ungestielten Laubblätter sind schmal und gekielt. Der Blattrand ist glatt.
Der aufrechte, zylindrische und steife Blütenstandsschaft weist einen Durchmesser von 1 bis 5 mm auf. Die doldigen Blütenstände sind ähnlich der von Lauchgewächsen (Alliaceae). häutigen Hochblätter sind anfangs grün (bei Triteleia lemmoniae purpurfarben) werden schnell trocken und bräunlich. Die Blütenstiele sind mehr oder weniger aufrecht. Die kleinen, zwittrigen, meist radiärsymmetrischen Blüten sind dreizählig. Die sechs gleichgestaltigen Blütenhüllblättern mehr oder weniger lang röhrig verwachsen. Der freie Bereich der Blütenhüllblätter ist aufrecht bis ausgebreitet. Die Farben der Blütenhüllblätter reichen von weiß über gelb bis blau. Es sind zwei Kreis mit je drei Staubblättern in jeder Blüte vorhanden. Die Staubfäden sind mit der Blütenhüllblättern verwachsen; alle gleich lang oder nur die eines Kreises gleich lang. Der freie Bereich der Staubfäden ist abgeflacht. Bei manchen Arten ist ein Anhängsel an den Staubfäden vorhanden, dann wird ein „Krönchen“ geformt (siehe Bild von Triteleia ixioides subspec. scabra). Die Staubbeutel sind meist von der Narbe weggebogen. Die drei Fruchtblätter sind zu einem oberständigen Fruchtknoten verwachsen mit nur zwei Samenanlagen je Fruchtknotenkammer. Der Fruchtknoten ist grün oder hat die gleiche Farbe wie die Blütenhüllblätter. Der 2 bis 4 mm lange Griffel endet in einer kurz dreilappigen Narbe.
Es werden eiförmige, lokulizidale Kapselfrüchte gebildet. Die schwarzen, fast kugeligen Samen sind grob und unregelmäßig genarbt oder gekörnt.

## Systematik und Verbreitung
Die Gattung Triteleia gehört heute zur Unterfamilie Brodiaeoideae in der Familie Spargelgewächse (Asparagaceae). Früher gehörte sie zur Tribus Brodiaeeae in der Unterfamilie der Allioideae innerhalb der Familie der Alliaceae. Die Gattungen dieser Tribus wurden aber alle zur Familie der Themidaceae und jetzt zur Unterfamilie Brodiaeoideae gestellt. Früher wurde sie auch zur Familie der Liliengewächse (Liliaceae) gestellt.
Der Gattungsname Triteleia wurde 1830 von David Douglas in John Lindley: Edwards’s Bot. Reg., 15 veröffentlicht. Synonyme für Triteleia Douglas ex Lindl. sind: Calliprora Lindl., Hesperoscordum Lindl., Themis Salisb., Brodiaea sect. Calliprora (Lindl.) S.Watson, Brodiaea subg. Calliprora (Lindl.) Eastwood, Brodiaea subg. Hesperoscordum (Lindl.) Eastwood, Brodiaea sect. Seubertia (Kunth) S.Watson, Brodiaea subg. Triteleia (Douglas ex Lindl.) Eastwood, Seubertia Kunth.
Die Triteleia-Arten sind nur in Nordamerika beheimatet. Hauptsächlich in den westlichen USA, mit dem Schwerpunkt der Artenvielfalt im nordwestlichen Kalifornien und südlichen Oregon. Nur eine Art gibt es außerhalb der USA: Triteleia guadalupensis, es ist ein Endemit der Insel Guadalupe in der Baja California.
Die Gattung Triteleia umfasst 16 Arten:
- Triteleia bridgesii (S.Watson) Greene: Sie kommt vom südwestlichen Oregon bis zu nordöstlichen Kalifornien vor.[3]
- Triteleia clementina Hoover: Es ist ein Endemit der Insel San Clemente vor der Südküste Kaliforniens.
- Triteleia crocea (Alph.Wood) Greene: Sie kommt vom südwestlichen Oregon bis zum nördlichen Kalifornien vor.[3]
- Triteleia dudleyi Hoover: Sie kommt nur in Kalifornien vor.[3]
- Triteleia grandiflora Lindl.: Sie kommt vom südwestlichen Kanada bis zum nördlichen Kalifornien vor.[3]
- Triteleia guadalupensis L.W.Lenz: Es ist ein Endemit der Insel Guadalupe in Niederkalifornien.[3]
- Triteleia hendersonii Greene: Sie kommt vom südwestlichen Oregon bis zum nordwestlichen Kalifornien vor.[3]
- Weiße Triteleie (Triteleia hyacinthina (Lindl.) Greene): Sie kommt vom südwestlichen Kanada bis zum zentralen Kalifornien vor.[3]
- Gelbe Triteleie (Triteleia ixioides (W.T.Aiton) Greene): Sie kommt in Oregon und in Kalifornien vor.[3] Es gibt fünf Unterarten.
- Blaue Triteleie (Triteleia laxa Benth.): Sie kommt nur in Kalifornien vor.[3]
- Triteleia lemmoniae (S.Watson) Greene: Es ist die einzige Art, die in Arizona vorkommt, in Höhenlagen zwischen 1000 und 3000 Metern.
- Triteleia lilacina Greene: Sie kommt im nördlichen Kalifornien vor.[3]
- Triteleia lugens Greene: Sie kommt im westlichen Kalifornien vor.[3]
- Triteleia montana Hoover: Sie kommt in der Sierra Nevada von Kalifornien vor.[3]
- Langstielige Triteleie (Triteleia peduncularis Lindl.): Sie ist im nördlichen kalifornischen Küstengebirge beheimatet in Höhenlagen zwischen 0 und 800 Metern, oft auf Serpentin.
- Triteleia piutensis Kentner & K.E.Steiner: Sie kommt in Kalifornien vor und wurde 2014 erstbeschrieben.[3]

Hybriden:
- Triteleia ×tubergenii L.W.Lenz ist eine Hybride zwischen Triteleia laxa und Triteleia peduncularis
- Triteleia ×versicolor Hoover ist eine Hybride zwischen Triteleia hyacinthina und Triteleia ixioides. Sie kommt in Kalifornien vor.[3]

Nicht mehr zur Gattung gehört:
- Triteleia uniflora Lindl. ⇒ Ipheion uniflorum (Lindl.) Raf.

## Nutzung
Die stärkereichen Knollen können roh oder gegart gegessen werden. Sie dienten der nordamerikanischen indigenen Bevölkerung als Nahrungsmittel. Je nach Art schmecken sie unterschiedlich gut. Von Triteleia grandiflora werden zusätzlich die jungen Kapselfrüchte als Gewürz verwendet.
Es gibt von wenigen Arten einige Sorten, die als Zierpflanzen genutzt werden.

## Bilder

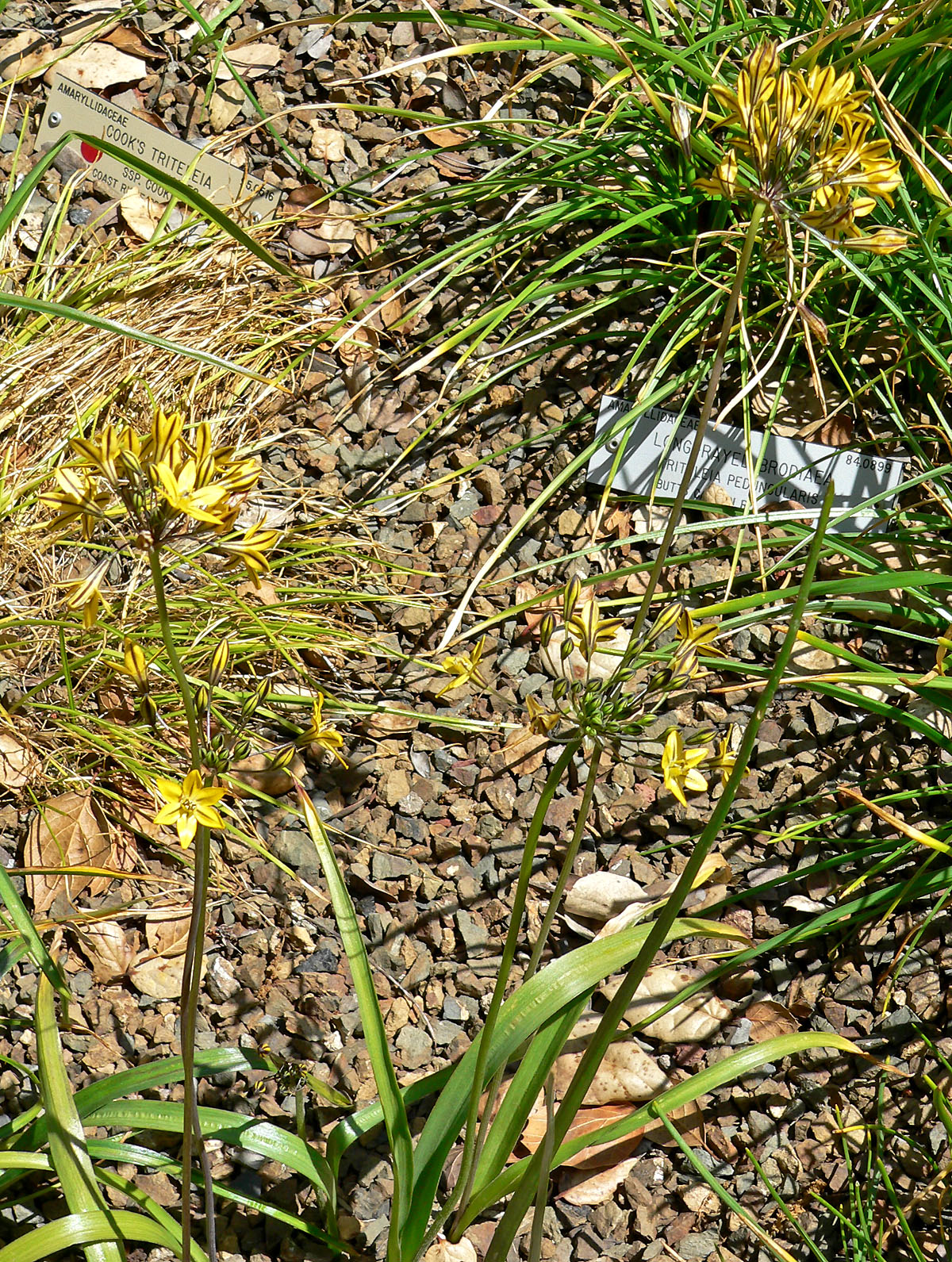
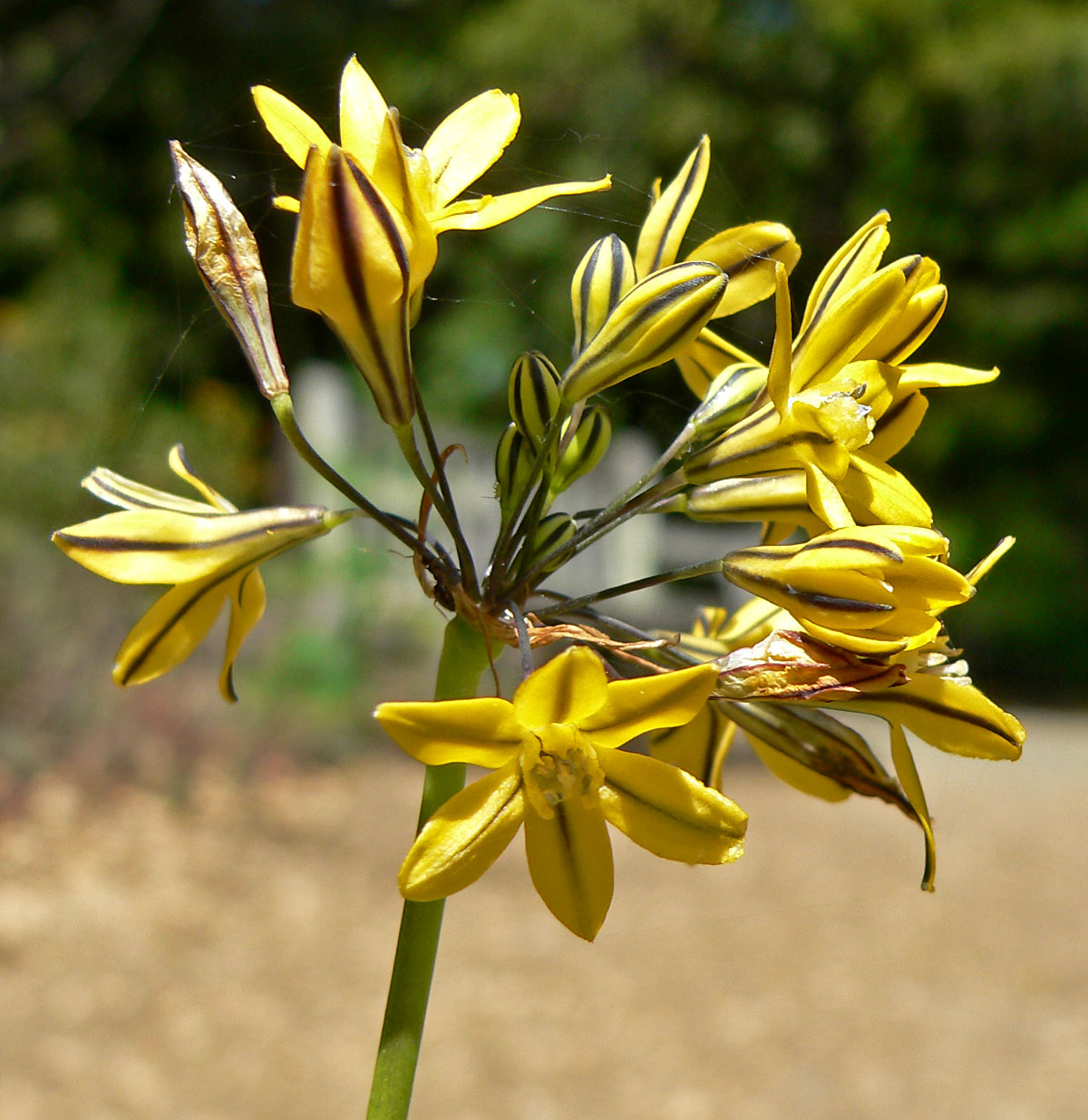
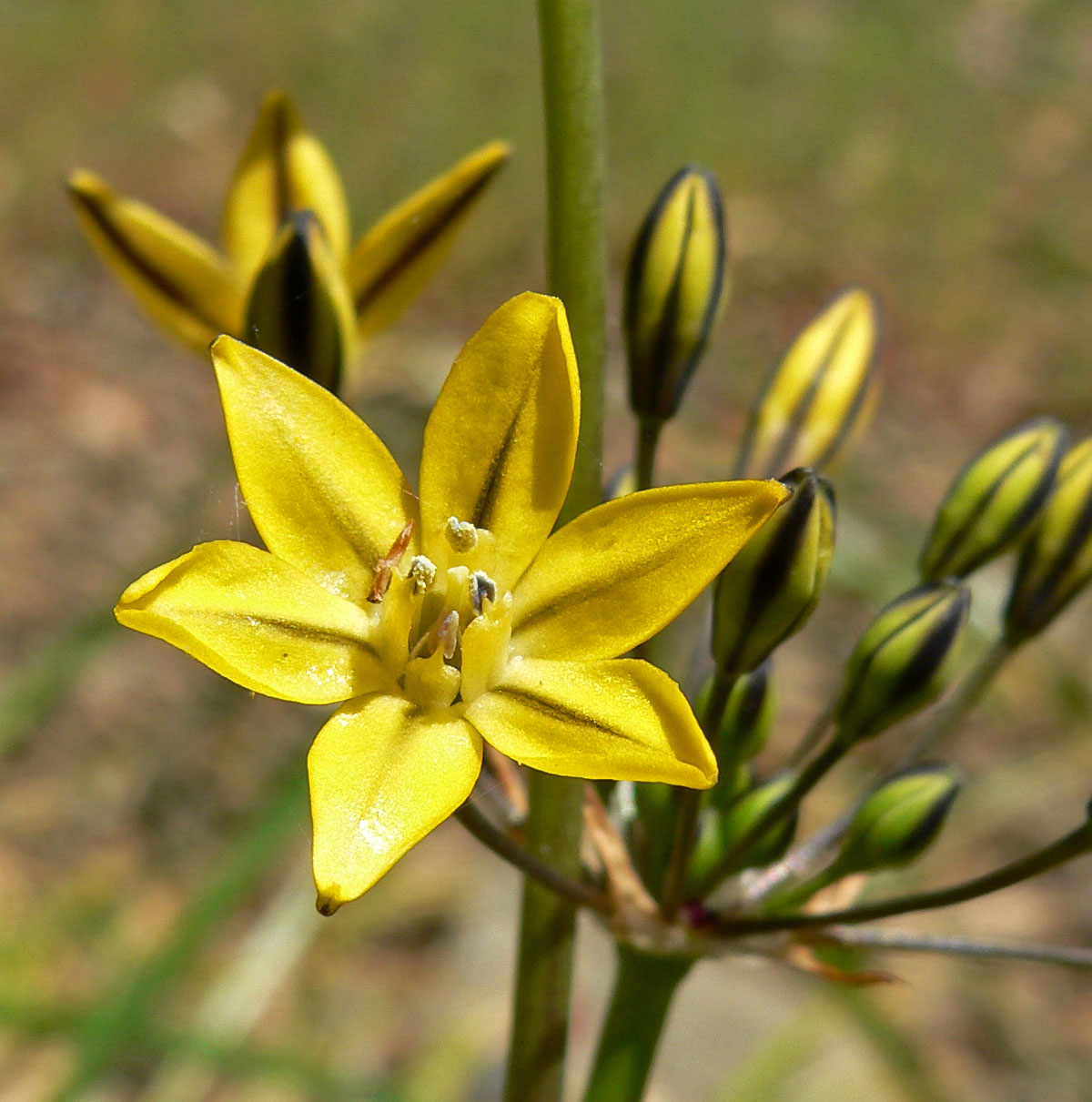

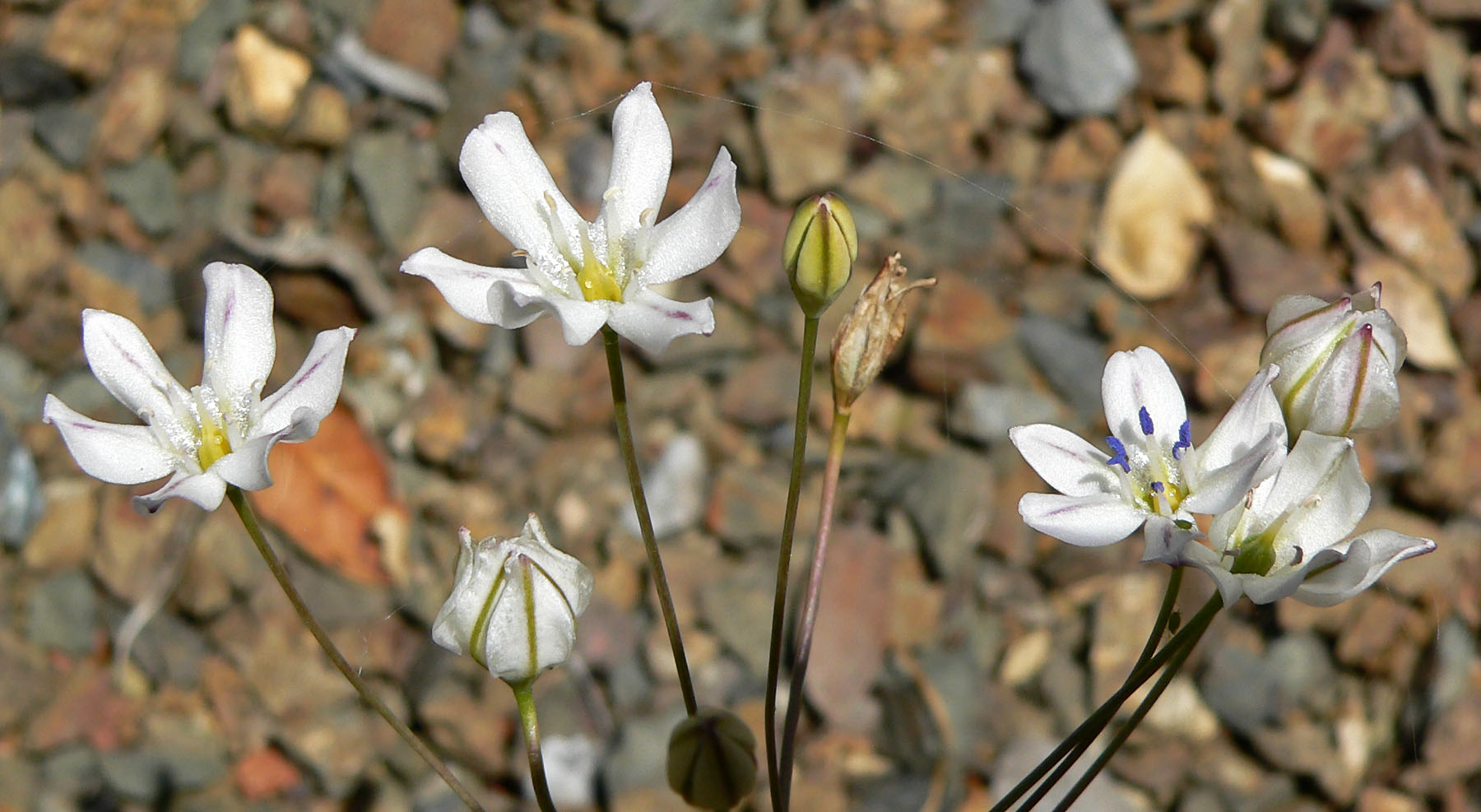
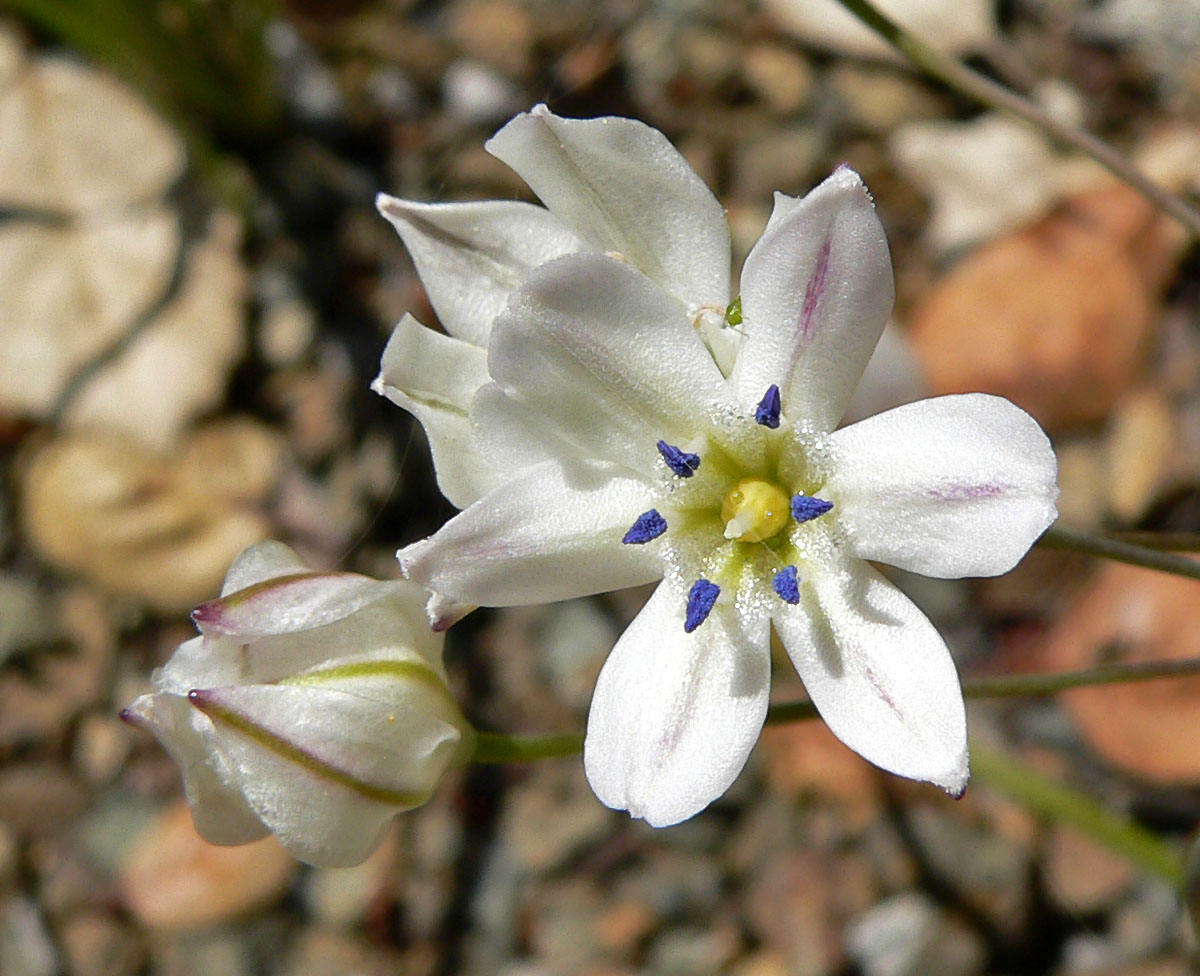
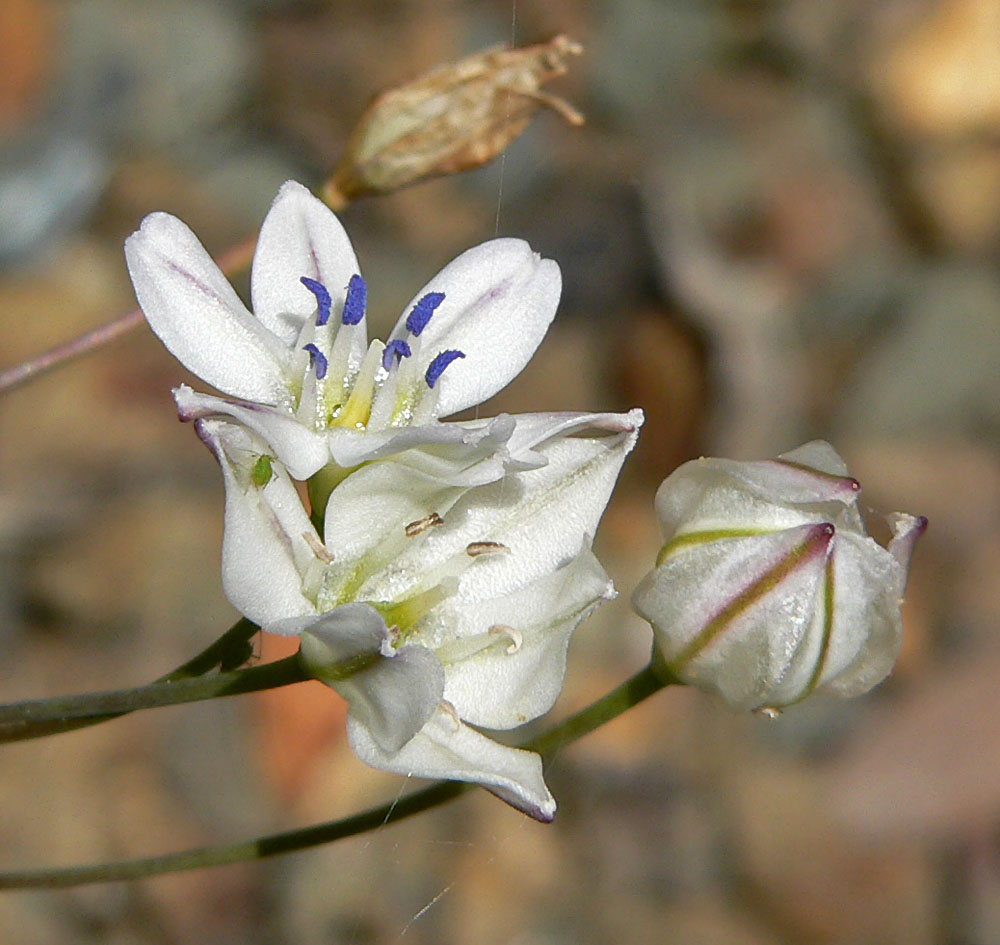

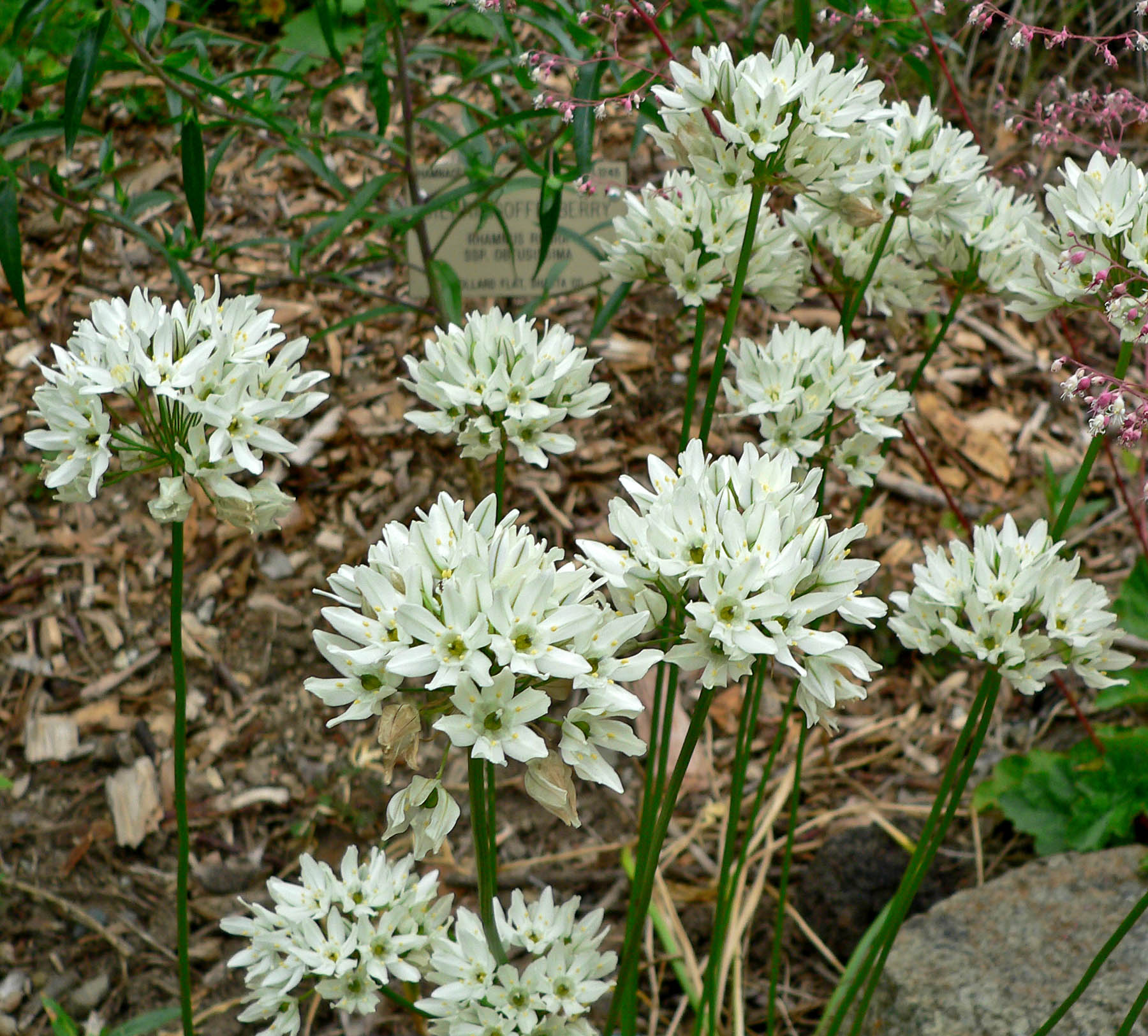
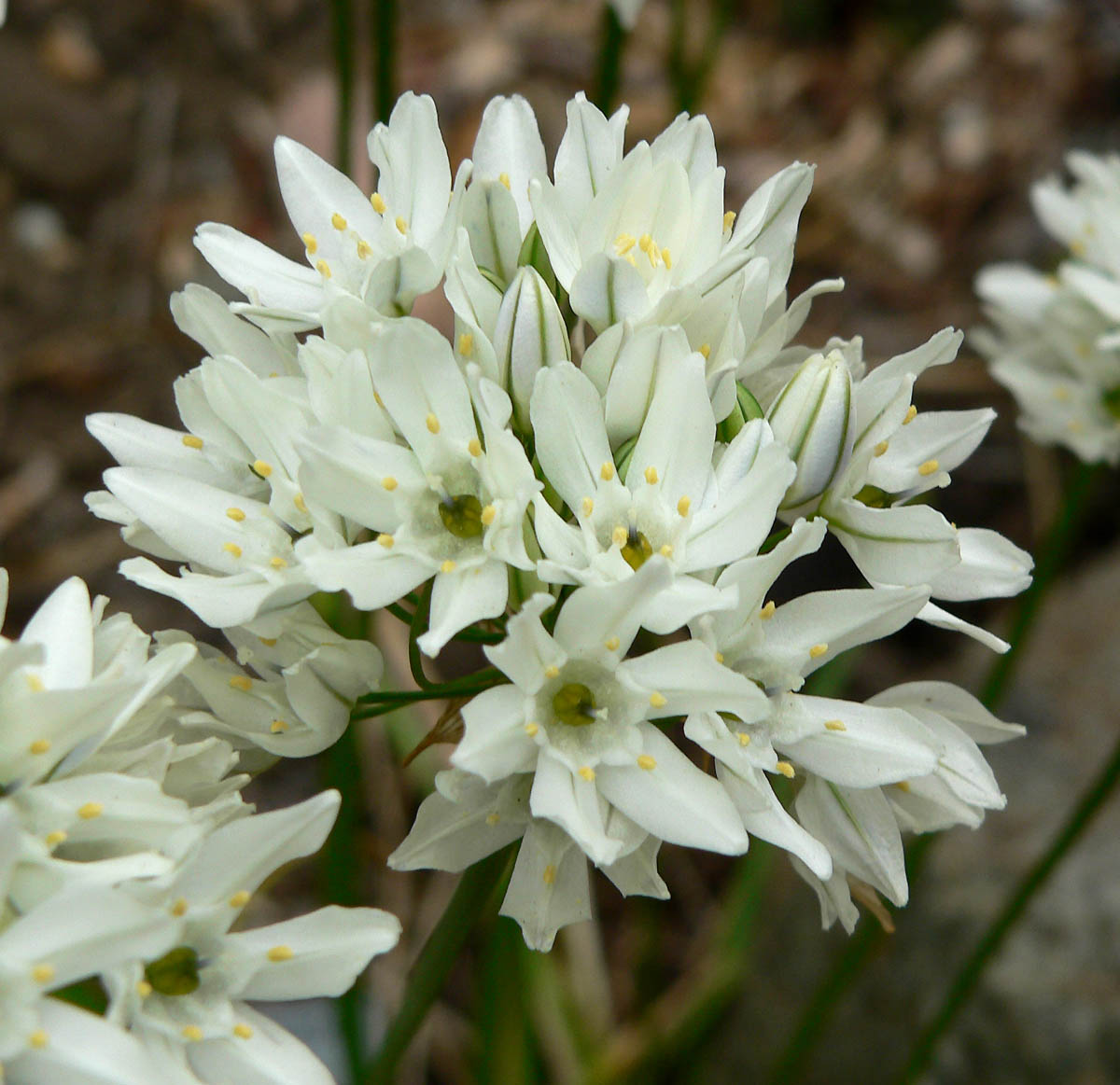

Triteleia lugens:
Triteleia lilacina:
Triteleia hyacinthina